# Kurassier

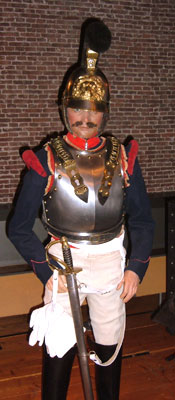
19e-eeuwse kurassier

Kurassiers waren zwaarbewapende cavaleriesoldaten te paard die een borstharnas droegen dat een kuras heette. Daar komt dan ook de naam kurassier vandaan. Kurassiers waren op het slagveld de zwaarste eenheid, in taak en impact vergelijkbaar met de huidige tankdivisies. Sommige regimenten bestaan in de een of andere vorm dan ook nog steeds als tankregimenten.
De eerste melding van kurassiers dateert van 1484 en betreft het 100 man sterke Oostenrijkse regiment van keizer Maximiliaan I. De Fransen introduceerden hun eigen kurassiers in 1666. Napoleon Bonaparte breidde het aantal uiteindelijk uit tot 14 regimenten. Het 14e (Nederlandse) regiment kurassiers kwam hier uit voort.
Een van de wapens die de kurassier droeg was de pallas.